# 令和新選組
令和新選組（日语：／ Reiwa Shinsengumi）是日本的一个进步主义左翼政党，由演員政治家山本太郎於2019年4月1日創立。該黨由反對与国民民主党合併的自由黨左翼成員等人组建。該黨在2019年7月參加参议院選舉後贏得了超過4%的選票，僅在該黨成立約三個半月後就獲得了兩個席位，并达到了《公职选举法》规定的政党要求。

## 政黨概要
黨名取自日本2019年至今使用的年號「令和」，於年號公布當日成立本政黨，但改以同音的平假名書寫；「新選組」為幕府末期在京都活動的武裝組織，黨名寓意為新時代新選擇的政黨。值得一提的是，党首山本太郎原是演员出身，且出演过名为《新选组》的电视剧。
2019年的參議院選舉中，該黨在東京都選舉區提名一人、比例區提名9人，最終比例區當選2席（皆為「特定名額」當選），得票率達4.55%，超過2%的門檻而從政治團體升格為政黨。當選者為舩後靖彥及木村英子，兩人皆為身障人士，其中舩後靖彥為世界第一位當選國會議員的肌萎缩性脊髓侧索硬化症（ALS）患者。

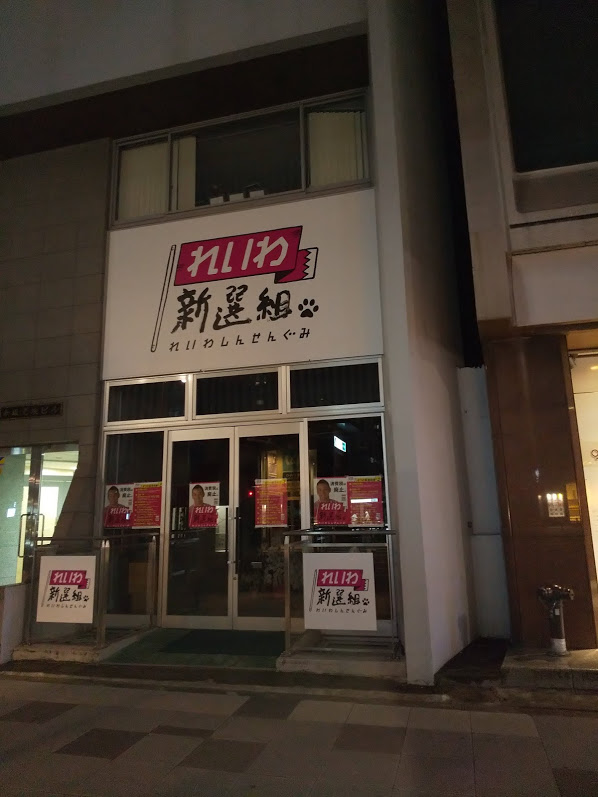
旧党部（2019年9月22日攝影），可見到它的黨徽

該黨的成員包括东京大學教授安冨步和北朝鲜绑架受害者家属联络会前副代表莲池透。

## 历史

### 扬旗
2019年（平成31年）4月1日，参议院议员山本太郎面向同年夏天预定的第25届参议院议员通常选举，以拥立包括自己在内的多位候选人为目标建立。10日举行了结党记者招待会，发表了党的理念和政策。党名来源于作为新年号发表的“令和”，和幕府末期活动的新选组。他解释说，之所以选择而不是部分人想的，是为了“成为新时代新选择的政党”。
建立时山本太郎还没有离开自由党，在记者招待会上说明了预定4月下旬离开党（自由党以4月26日被国民民主党吸纳的形式解散。但是山本自己在任期内不会脱离会派，作为所属会派在任期届满之前属于国民民主党·新绿风会）。

### 第25届日本参议院议员通常选举（2019年）
就任代表的山本，以重度残障人士、性少数（跨性别人士）、派遣劳动者、便利店加盟店联合会的劳工运动家、对公明党方针唱反调的创价学会成员等社会弱势为中心，在公示日前一天为止拥立了9名第25届参议院议员通常选举候选人。然后，山本自己从东京都选举区转到比例区，并且在比例区特定名额中选择了2名重度残障人士，宣布背水一战。理念共通的话，可以超越党派进入地方其他党候选人的应援演说等，别致的街道宣传活动也通过SNS和动画投稿网站等被扩散，粉丝数，注册人数连日持续增加。捐款在7月11日也超过了3亿日元。
山本在政见放送中呼吁“从想死的社会到想活下去的社会”，在动画网站上的播放次数超过了时任首相安倍晋三的自民党政见放送的13万次，总计达到84万次播放数（截止到7月19日）。
尽管一直不乏话题度，但国内电视台和大型报纸以不满足政党必要条件为理由，而是以所谓的“诸派”为由，在开票日前一天几乎没有报道。7月13日发售的周刊杂志刊登了题为《电视・新闻上被默杀的山本太郎和令和新选组》的报道，报道了现状后，朝日电视台在7月15日早上的情报节目中介绍了野原善正（东京都选举区）对公明党的批判等。7月17日，路透社注意到重度残障人士被拥立在比例区特定名额内，并将其作为报道。
 这些罕见的候选资格是一个非常明显的迹象，表明在一个长期以来让残障人士留在阴影中的国家，人们对残障人士的态度正在发生变化。
 — “日本残疾人挑战耻辱，竞选参议院席位的障碍”。2019年7月17日，路透社。
7月18日，每日新闻发布了以“山本太郎率领的政治团体‘令和新选组’”为开场白的报道，7月20日东洋经济在线发布了以“大型媒体无视的‘令和狂热’”为题的报道。选战后半期，令和新选组甚至自称为“放送禁止物体”。
在选举期间被称为“令和祭”的街头演讲会上，聚集了数千人的听众，欢呼声高涨，在推特上，“#比例是山本太郎”等标签和政策进入的趋势，山本代表各地街头演讲的视频被大量转发等，SNS和街头演讲的热情被“社会现象化”被评价为“令和狂热”、“令和旋风”等。“令和新选组/令和旋风”也被提名为2019年11月6日发表的“2019年新语·流行语大赏”的候选30词。
7月21日开票的结果，比例区特定名额的舩后靖彦和木村英子首次当选。全党赢得2280253票，山本获得了包括当选者在内的比例区所有候选人中最多的991756票，但由于政党未能获得3个议席的得票数而落选。
为了政治团体被视为政党，必须达到公选法上的政党条件的2%比例得票率。（没有政党条件的诸派获得比例代表的议席，还是2001年引入非拘束名册制度以来的首次）令和新选组仅在成立3个月后就被视为政党。在比例区的得票数也大大超过社会民主党，达到了仅次于国民民主党4.5%。截至2024年，令和新选组是唯一成立不到一年成为政党的政治团体。
在选举中，令和新选组赢得了约228万张选票，是该党领袖山本太郎作为无党派参加第23届参议院议员通常选举时的得票数（666,684票）的两倍之多，作为政治家得到了更大的支持。选举后，在官网上反省未能让自己和让全体候选人当选一事，并向支持者表达感谢：“虽然失去了山本太郎的议席，但对于令和新选组来说，这是一个巨大的跃进”。
这一突破也引起了其他在野党的关注，在参议院选举后的第二天，日本共产党委员长志位和夫以目标接近为由呼吁共同斗争，立宪民主党代表枝野幸男说道：“如果能合作的话就太感谢了”，国民民主党的代表玉木雄一郎也说“希望能尽早与您谈谈”。

### 第49届众议院议员总选举动向（2021年）
2019年参议院选举后，山本对于下一届众议院选举的在野党联合表示，“希望将消费税下调至5%作为共同的政策”，在因消费税率下调而无法与主要在野党达成协议的情况下，也表示“应该做好即使是单独也能（选举）的准备”。另外，对于在选举战中提出的“立即禁止核电站”，他指出：“如果在这一点上提出强烈的要求，在野党很难团结一致进行战斗。因为也有人借助电力系（的支持层）的力量确保议席。”因此对于“野党共斗”的条件一事持慎重态度。
2019年10月30日山本与众议院议员馬淵澄夫共同成立了“消费税减税研究会”。对于山本减税的动向，共产党达成了政策协议，但旧立宪民主党将以党干部决议代替所属议员参加研究会，实际上对此事进行了反对和限制。山本对于对消费税减税持消极态度的旧立宪民主党表示：“如果不能接受消费税降低至5%，那就是旧政治势力和新政治势力之间的冲突。为了扩大以建立新体制为目标的政治势力，我会自己行动。”并表示，如果12月末仍因消费税减税问题而使在野党无法统一，自己将拥立100~131名正式候选人。
在2020年東京都知事選舉中，山本作为本党正式候选人的身份参选。在这次选举中，立宪民主党、共产党、社会民主党都已经决定支持律师宇都宮健兒的方针，这也直接关系到在野党之间的主导权之争。山本要求将消费税减税至5%作为下届众议院议员选举中在野党的共同政策，但由于无法被接受，作为在野党统一候选人的候选资格被取消了。另外，据报道，由于新冠疫情感染扩大，和自我约束的原因，山本无法进行其所擅长的街头演讲，导致党存在感下降的焦虑。7月5日投开票后的结果是，现任的小池百合子获得366万票（59.70%），以很大的优势当选。宇都宫健儿获得84万票（13.76%），山本太郎获得65万票（10.72%）。
7月3日，令和新选组党员、前参议院选举的候选人大西恒树在自己的视频中表示：“还要让老年人长寿到什么程度呢。命，不筛是不行的。”对此，山本于7日说道：“处分起来是很简单的，但这样是解决不了问题的”“我想给你一个真诚对待生命的机会”“请接受进行一次演讲”，但具体的处分却没有提及，这一应对方式也受到了批判，山本也于10日表示“值得开除党籍”。14、15日作为“演讲”，大西与当事人进行了对话，16日邀请了讲师进行研修，大西却撤回了道歉，甚至重新公开了自己的视频。令和新选组于是在16日晚在国会内召开的大会上正式决定开除大西党籍。
在9月16日安倍内阁全体辞职的首轮提名选举中，令和与其他在野党步调一致的投票给了立宪民主党代表枝野幸男。
2021年1月18日山本召开了记者招待会，关于下一届众议院选举，表示野党共斗如果能够实现的话自己将推出30人参选，如果没有实现将推出50人参选，从以资金方面等问题调整了以100人参选规模为目标的前方针。另外，除了自己表示了参加众议院选举的意向之外，还表示了探讨与立宪民主党等候选人协调的想法。对于同年的东京都议会议员选举，山本表示将拥立5至10名候选人，一转过去对于地方选举中拥立党候选人一事所持的消极方针，山本解释说：“既然都参加了都知事选举，却不参与都议会选举，这样的想法有矛盾。”最终在都议会选举中拥立了3名正式候选人，但7月4日投开票后的结果里，未能选出当选者。
9月30日，山本太郎与立宪民主党代表枝野幸男举行了首次党首会谈，两党在竞争的选举区以单一候选人为目标一事达成了协议。另外，枝野要求岸田文雄就任自民党新总裁后的首轮提名选举中，对自己进行投票，山本表示愿意协助。
10月6日，无所属的前立宪民主党成员高井崇志入党，并在众议院获得首个1议席。
10月31日，第49届众议院议员总选举（10月14日解散眾議院，10月19日公示）进行投开票，代表山本在比例东京区当选，回归国政，其他比例南關東區22个议席中以20位确保议席，比例近畿区28个议席中以最低的28位确保议席，比改选前增加了2个议席，总共获得了3个议席。另一方面，在比例東海區获得了相当于获得议席的票，但由于重复的候选人在小选举区的得票率不到10%，因此根据公职选举法的规定失去该议席，按顺序被分配给了公明黨。山本就选举结果表示：“没有什么值得庆贺的。从现在开始还要走很长的路。”另外，由于参众两院共计5个议席，还表示：“我们作为独当一面的国政政党此刻站在了起跑线上。”。

### 第26届日本参议院议员通常选举（2022年）
2022年4月15日，党代表山本太郎表明了辞去众议院议员的意向，同日向众议院议长细田博之提交了辞职申请。接着在记者招待会上，他宣布计划参加同年7月举行的第26届参议院议员通常选举。4月19日下午，在众议院全体会议上通过了山本的辞职申请，因此东京比例代表区第二位的栉渕万里（东京都第22区重复候选人）自动递补当选。
同年的5月20日，山本宣布参选东京都选举区，原定东京都选举区候选人依田花莲改为参加比例区选举。
第26届参议院选举中，共有包括代表山本太郎在内的5人参加选举区选举，比例代表有9人（其中1人为特定名额），共计14人参选。山本表示：“争取获得最多8个议席，至少3个议席，最低目标也需超过上届（2019年）参议院选举获得的2个议席”，提出了扩大党势的目标。除此之外，令和新选组推荐了立宪民主党在北海道选举区的候选人石川知裕（最终石川未当选）。7月10日投票结果揭晓，代表山本在东京都选举区当选，比例区获得2个席位，特定名额的天畠大辅和非特定名额的艺人水道桥博士首次当选，合计获得3个席位。连同改选前的席位，“令和新选组”在参议院的席位达到5席，有资格在国会上直接向首相提出代表质询。
同年年底12月18日，举行了建党后的首次党代表选举，山本太郎当选。19日，山本任命栉渕万里和大石晃子为新设立的共同代表。
2023年1月16日，因重度抑郁症停止议员活动的水道桥博士辞去议员职务，随后，参议院比例区选举中个人得票排名第二位的大岛九州男于次日递补当选。山本在记者招待会上表示：“为了有效利用剩余任期，将实行“令和轮换制”，即根据比例名单上个人得票的顺序，5人（大岛、长谷川羽衣子、辻恵、莲池透、依田花莲）每隔1年辞职，剩下任期由5人轮流担任。”对此，立宪民主党国会对策委员长安住淳表达了疑虑：“国会议员身份重要，每年更换有违和感。”此外，日本大学名誉教授岩井奉信批评该制度仅是“落选者救济”，难以获得选民理解，引发了专家及舆论的批评。

### 第20届统一地方选举（2023年）
2023年4月的第20届统一地方选举中，在前半部分的41个道府县议会选举和17个政令市议会选举中未能赢得席位，但在普通市议会选举中获得了25个席位。12月13日，山本宣布暂时搁置“令和轮换制”下的议员更替。据党内人士透露，大岛九州男无法接受辞职，最终未能达成协议。

### 第50届众议院议员总选举（2024年）
2024年10月27日举行的第50届众议院议员选举中，计划推出29名候选人。部分任职议员和原议员将进行选举变更，栉渕万里将改为东京都第14区，高井崇志改为埼玉县第13区，辻恵则将转至爱知县第15区，这些候选人的选区均发生了变化。
另一方面，立宪民主党代表野田佳彦在千叶县第14区参选，令和党在同区提名了反核活动家和插画师Misao Redwolf；立民党前代表枝野幸男在埼玉县第5区参选，令和党在同区提名了自然保护活动家辻村千寻；日本原财务大臣立民党籍的安住淳在宫城县第4区参选，令和党在同区提名了原岩手县釜石市议员大林正英（大林正英上次选举以立宪民主党身份参选岩手县第2区）。这三人被视为对立宪民主党高层的“刺客”候选人。山本表示，三年前选举期间，野党共斗协调使得四成的候选人被撤换，且未兑现将消费税降至5%的承诺，因此此次将其称为“民主党只是自民党的劣化复制品，这点需要让更多人了解，相比于直接对抗自民党，重要的是向那些披着立宪外衣、假装在野党的关键人物发起挑战，只有在选举中让他们落选了才行。”
在冲绳县第4区，野党共斗组织“全冲绳”支持立宪民主党公认新人候选人金城彻（全冲绳联合代表）。山本主张应支持前丰见城市长山川仁参选，最终意见不合而导致决裂，并宣布独自支持山川仁参选。此外，日本共产党候选人赤岭政贤在冲绳县第1区参选，山本一度提议派新人作为对抗候选人（后撤销此计划），此举引发了日本共产党等部分在野党的反对。

## 政策
所提出的政策，以“废止消费税”为核心，同时呼吁“引入累进制法人税”和“财政出动”。另外，还提出了“最低工资1500日元（附带政府补偿）”、“奖学金德政令”、“增加公务员”、“第一产业个别收入补偿”、“混凝土和人　〜真正的国土强韧化、新政〜”、“房租便宜的住宅”、“反对边野古基地建设”、“立即禁止核电站”、“爱护动物”等。
性别政策有“消除劳动中的男女不平等”、“推进同性婚姻合法化和选择性夫妇别姓”、性教育课中的“不仅要在发育阶段进行有关有机主义、性行为、多种避孕方式、生理、堕胎等性的教育，还需教育构筑健康人际关系的方法、意见形成和决策方法、尊重他人（的价值观）等”、“实现不孕治疗的保险覆盖”、“所有人都可以选择不孕治疗，这样生育孩子就不会成为经济负担”、“不需要配偶同意的堕胎权利”和刑法堕胎罪的废止等。
此外，还主张“提高包括失落一代在内的所有人的生活水平”，批评舍弃生活保障制度的行为，主张强化社会安全网。
废除安保法（和平安全法制）、恐怖活动等准备罪（共谋罪）、综合度假区建设推进法（赌场法）的相关法律、修改入境管理法、修改自来水法、特定秘密保护等安倍政权下制定的相关法律、修改的很多法律被视为“荒谬法”，除了重新审视、废止之外，还主张脱离TPP。
关于“增发新国债”，应该以通货膨胀率为基准来调整政府支出。另外，令和新选组的经济政策·财政，是根据财务省过去的言行，以现行法律所能做到的最大限度为基础，并不是MMT。
从令和新选组所提出的反紧缩财政、财富再分配、财政主权等政策来看，被视为美国的桑德斯、英国工党的科尔宾、西班牙我们能的伊格莱西亚斯等欧美新兴的左翼民粹主义的“日本版”。对此，山本太郎代表在接受采访时说：“右派、左派对于我来说并不重要。这可能方便且万能的对人进行分类，但说白了，我对哪一个都不感兴趣。我既不是右派也不是左派，是自由式的”。在现场出演的《羽鸟真一早间秀》中，他回答说：“如果说拯救人们是民粹主义的话，我想说我就是民粹主义者”。除此之外，国内外媒体还报道了令和新选组为反建制、进步主义、经济干预主义等。
关于修宪，山本太郎代表并不认为宪法一字一句都不能改变，但反对安倍政权、自民党政权为军国主义修改宪法的行为。在2019年的记者招待会上表示，安保法案是根据解释无视宪法的立法，是超越宪法的立法，这是问题所在，为了避免这样的事情发生，也为了彻底实现日本领土·领域的专守防卫等，第9条的修改在未来是必要的。也表示了:“日本国宪法并不是一字一句都不能改变。如果有必要，可以进行讨论。但是，作为进行讨论的前提，现行宪法被遵守是绝对条件。这种局面下最优先考虑的政治课题并不是修宪。而是要进行彻底的积极财政，保障现行法律宪法的生存权”等。

### 紧急政策
以下是该党以“一旦取得政权就马上实施 现今日本必要的紧急政策”为题公布的政策内容。
废止消费税
强制提高物价，并实施零消费税，第一年度物价将会下降5%以上，同时实际工资水平提高，经济得到复苏。根据参议院信息调查负责室的估算，实施零消费税政策6年后，每人工资将能够提高44万日元。
房租便宜的住宅，押金、礼金等初期费用和房租，不是很贵吗？
充分利用空房、旧公寓、住宅区等，扩充公共住宅，让所有世代的人无需初期费用就能以便宜的房租入住。
奖学金德政令
通过“奖学金德政令”使555万人得到帮助，而原定用来还款的资金能够转入进必要的消费环节。
全国一律！最低工资（时薪）1500日元“政府补偿”
如果按照最低1500日元的时薪来计算，月收入也只有不过24万日元左右，根本谈不上什么高工资。只是目前现状很残酷。为了改善迄今为止由政治主导层破坏的劳动环境和劳动者待遇，因此国家方面有必要强制提高最低工资水平。为了不影响中小企业，国家会对不足部分进行填补。考虑到最低工资的一致性，我们还将提高生活保障标准，使年收入在200万日元以下的家庭清零。这是振兴地方、恢复经济和纠正东京一极集中的一张王牌。
增加公务员数量，将育儿、养老、助残员以及核事故处理人员等公务员化。
虽然有的政治家认为“我们应当减少公务员的数量”，但实际上从世界范围来看，日本公务员的数量很少，而且领域很苛刻。从1万人中间的公务员的数量这一指标来看，日本只占到英国约三分之一，美国约二分之一。因此应当增加公务员数量，即能稳定就业，也是一项经济政策。
第一产业按户的收入补偿
保障粮食安全对于保护国家而言是最重要的因素。因此，为解决粮食生产率过低的情况，我们会以100%的粮食自给率为目标进行大改革。同时政府将按户进行收入补偿，使那些在第一产业工作的人也能够过上稳定的生活。
为防灾做准备
设立防灾厅。 我们还将聘用非营利组织和其他实际从事过恢复和重建工作的组织，以积累他们的专业知识，为紧急情况做好准备。在发生灾害时，我们将根据实际情况，最大限度地采取措施，并建立一个全国性的组织。
混凝土和人　〜真正的国土强韧化、新政〜
纵观公共工程更大的架构，即“公共投资”，从桥本龙太郎总理大臣到小泉纯一郎总理大臣这10年间相关预算被减半。虽然公共事业的公共投资总会被当成坏的。但考虑到就业和防灾等方面，公共投资是不可或缺的。不仅仅是防灾对策，其他诸如自来水、铁路等公共性强的重要产业也应当由国家主导，积极地支出。
分发资金　〜只在通缩时期・摆脱通货紧缩的补助金〜
有了这个政策，我们一定可以摆脱通货紧缩。每人一个月发放3w日，两个人每月6万日元，4个人每月12万日元。直到通货膨胀率达到2%时停止发放，再次进入通货紧缩期时继续发放，以此来脱离通货紧缩状态。
财源怎么办？～只有在通缩期才能实行・财政金融政策～
为了防止日本全国性贫困化，需要大量的财源。财源一般是税收，但是我们在通缩期也会活用其他的财源。
发行新国债。对存在困难的领域和国民大胆地进行财政出动，支持民生，积极扭亏为盈。经济成长的话，税收自然会增加。
国债发行不是无限的，是有限制。通货膨胀目标达到2%。到达后，若有必要进行金融紧缩甚至增税，将回归税金的基本（按能力负担的税制，减少货币流通量）。法人税也应导入累进制。
以真正的独立国家为目标~修改地位协定〜
中止冲绳·边野古基地建造，立即停止运行普天间机场，我们要求冲绳海军陆战队转移到加利福尼亚等地，并以日本将承担当前美国驻日军费金额相同的费用为前提，与美国方面再次交涉。尊重冲绳的民意。如果费用负担过重，也会考虑出售部分日本政府所持有的美国国债。为了建立对等的同盟关系，我们将从正面着手。
「荒谬法」重新修订・废止
修改TPP协定、PFI法、自来水法、赌场法、渔业法、入境管理法、种子法、特定秘密保护法、国家战略特别区域法、所得税法、派遣法、安全保障相关法、刑诉法、恐怖活动等准备罪等法，制定一部改正的法律。
核电站立即禁止、不要让被辐射～能源的主力目前是LNG火力～
据预测今后会有南海海槽、东海地震、首都圈正下方等大地震发生、
核电站能保证安全吗？那个答案将是在大地震之后。
如果发生事故，将对国土造成半永久性污染、
从剥夺人们生业的发电中撤退。通过国家的积极投资，让日本的废炉技术成为世界最先进的。
能源的主力目前是LNG火力。我们的目标是100%可再生能源。
继续并扩充对东电核电站事故中受灾者和受害者的支援。
彻底贯彻对残障人士的“合理关怀”，重新审视残障人士福利和护理保险相关联的路线
残障人士在社会生活中面临着各种各样的障碍。《残疾人权利条约》以及《残疾人差别消除法》要求残疾人有权享受更加合理的关怀，以便于残疾人在社会正常生活。残障人士的障碍程度和种类各种各样。我们要求进一步从残障人士的角度提供合理的便利。
另外，特别让很多残障人士感到苦恼的是现在《残疾人综合支援法》第7条中的“护理保险优先原则”。由于这个条文的原因，至今为止无法获得重症上门看护等全方位服务，到了65岁则需要时要求承担10%的费用，而且护理保险的服务范围也很窄。我们将重新审视残障人士生活的不自由、将残障人士福利与购买保险相关联的这一规定进行修改。
家暴问题　受害者支援和加害者对策、防止教育为基础，实现没有家暴、虐待的社会。
扩大家暴的暴力定义和保护对象~没有同居的约会家暴受害者也要列入保护对象~
联合国《消除对妇女的暴力行为宣言》明确规定，暴力是发生在家庭或社区，并为国家所认定的身体、性、心理暴力。
家暴与年龄、性别、结婚与否、是否同居、等关系和形态无关，而是对亲密的对象使用暴力和权力并建立起支配的关系，为了维持这种状态而反复进行各种的虐待行为。也有国家这样认为：现行的家暴防止法不能说是囊括了被害者的保护。没有同居的约会家暴被害者也要加入到保护对象中。
- 扩大家暴受害者（包括孩子）的身心安全确保、心理护理、生活支援等
- 加害者的康复教育、作为收容加害者的计划也要在全国展开
- 学校的暴力・约会暴力等防止教育义务化

儿童咨询所问题
家庭裁判所的判断、养父母・特别领养制度的扩充　为了不使处于社会养护之下的孩子们的独立行动变得不利
儿童咨询所工作人员不足、质量的提高自不必说、是否保护的判断基本上只在儿童咨询所进行，对孩子的未来不一定有好处。
在海外，不仅儿童相性的判断是否保护，第三者（司法等）也会介入、使判断具有中立性。
在增加家庭裁判所的职员的同时，对于暂时保护后孩子的去向，裁判所应采用中立判断的方法。
《国际人权法案》规定，将儿童安置在机构中接受社会照料是“最终手段”，其中大部分由大家庭、收养儿童和养父母抚养长大。 只有当确定这不符合儿童的最佳利益时，才会使用最后的机构照料手段。
另一方面，在日本，几乎所有的孩子（平成29年全体的约87%）都进入了婴儿院和儿童福利院等。也因推进设施的社会养护。
此外，关于成为父母的必要条件，将扩大到目前为止被排除在外的单身者和LGBT等，大幅改善对养父母的教育进修、支持和待遇。
确保尽可能多的人才来阻止虐待，完善具体的制度和政策，甚至应完善设施不足和养父母不足。如果不纠正这种情况，“悲剧”就会反复发生，因此不能保护孩子们。
此外，我们将加强支持独立后的财政支持，例如社会照顾者上高中/大学所需的学费和费用，以及获得驾驶执照的费用，独立创业后，租赁合同、雇佣合同。手机合同等生活中不可缺少的合同，我们将继续指定一个人作为孩子的保证人或监护人，采取措施防止合同中有无监护权者成为障碍。另外，关于这个保证人的安排指定等，根据需要在独立后的任何时间都可以。
动物爱护
禁止在宠物店出售动物。促进直接从饲养员处转让和保护猫狗的转让。减少动物实验。将动物福利提升到世界级水平。
为了改善虐待动物和劣质饲养等问题层出不穷的现状，制定最低限度的饲养环境和设备标准，将其义务化。强化实验动物使用量的削减。在畜牧业中，为了保护动物福利，根据国际标准制定有关饲养和处理方法的基准。为了减少犬猫扑杀，改善地方政府的领养、收容、扑杀等。

## 黨勢

### 众议院选举
| 选举年 | 领导人   | 候选人 | 席位    | 席位 | 席位 | 排名   | 地方选举 | 地方选举 | 比例代表  | 比例代表 | 地位   | 政党联盟 |
| 选举年 | 领导人   | 候选人 | 占比    | ±    | %    | 排名   | 票数     | %        | 票数      | %        | 地位   | 政党联盟 |
| ------ | -------- | ------ | ------- | ---- | ---- | ------ | -------- | -------- | --------- | -------- | ------ | -------- |
| 2021   | 山本太郎 | 21     | 3 / 465 |      | 0.6  | 第七名 | 248,280  | 0.43%    | 2,215,648 | 3.86%    | 反对党 | 市民联盟 |

### 参议院选举
| 选举年 | 领导人   | 候选人 | 席位    | 席位    | 地方选举 | 地方选举 | 比例代表  | 比例代表 | 地位   | 政党联盟 |
| 选举年 | 领导人   | 候选人 | 全部    | 赢得    | 票数     | %        | 票数      | %        | 地位   | 政党联盟 |
| ------ | -------- | ------ | ------- | ------- | -------- | -------- | --------- | -------- | ------ | -------- |
| 2019   | 山本太郎 | 10     | 2 / 245 | 2 / 124 | 214,438  | 0.4      | 2,280,252 | 4.6      | 反对党 | 无       |

### 东京都知事选举
| 选举年 | 领导人   | 票数    | %     | 排名 |
| ------ | -------- | ------- | ----- | ---- |
| 2020   | 山本太郎 | 657,277 | 10.72 | 3    |

### 东京都议会选举
| 选举年 | 票数   | %    | 席位 | 排名 |
| ------ | ------ | ---- | ---- | ---- |
| 2021   | 37,299 | 0.80 | 0    | 8    |

### 所属議員
| 衆議院議員                       | 衆議院議員                       | 衆議院議員                         |
| -------------------------------- | -------------------------------- | ---------------------------------- |
| 櫛渕万里 （當選2次、東京比例區） | 大石晃子 （當選1次、近畿比例區） | 多ケ谷亮 （當選1次、南關東比例區） |
| 参議院議員                       |                                  |                                    |
| 2025年改選                       | 木村英子（1回、參議院比例區）    | 舩後靖彦（1回、參議院比例區）      |

## 選舉

### 第25回参議院議員通常選舉（2019年）

#### 候選人
| 當選 | 名字     | 選舉通稱 | 選舉區                  | 年齡 | 職業                                                 |
| ---- | -------- | -------- | ----------------------- | ---- | ---------------------------------------------------- |
|      | 野原善正 | [ 119 ]  | 東京都選舉區            | 59   | 兼職代駕、沖繩創價學會壯年部員                       |
|      | 山本太郎 | （同左） | 比例區                  | 44   | 參議院議員、令和新選組黨魁、前演員                   |
|      | 蓮池透   | [ 121 ]  | 比例區                  | 64   | 北韓綁架被害者家族連絡會前副代表                     |
|      | 安冨歩   | [ 122 ]  | 比例區                  | 56   | 東京大学東洋文化研究所教授                           |
|      | 三井義文 | [ 123 ]  | 比例區                  | 62   | 超商加盟店工會（コンビニ加盟店ユニオン）前執行副委員長、三井住友銀行前行員 |
|      | 辻村千尋 | [ 124 ]  | 比例區                  | 51   | 環境保護NGO職員                                      |
|      | 大西恒樹 | [ 125 ]  | 比例區                  | 55   | IT企業社長、前JP摩根大通銀行員、「公平黨」（フェア党）代表   |
|      | 渡邊照子 | [ 127 ]  | 比例區                  | 60   | 前派遣勞動者、Labornet（レイバーネット）日本運営員                 |
| 当   | 舩後靖彦 | [ 128 ]  | 比例区（特定名額第1位） | 61   | 看護服務事業公司副社長                               |
| 当   | 木村英子 | （同左） | 比例区（特定名額第2位） | 54   | 全国公的介護保障要求者組合書記長                     |

### 第49屆日本眾議院議員總選舉（2021年10月31日舉行）

#### 公认候选人
| 當選 | 名字       | 通稱名   | 比例區   | 小選舉區 | 前任 /新任 | 次 | 發表 (2020年) | 職業（政党網站的記載）                                                           |
| ---- | ---------- | -------- | -------- | -------- | ---------- | -- | ------------- | -------------------------------------------------------------------------------- |
|      | 渡辺照子   | [ 130 ]  | 東京     | 東京10区 | 新         | 1  | 2/17          | 前派遣勞動者、單親媽媽                                                           |
|      | 櫛渕萬里   | [ 131 ]  | 東京     | 東京22区 | 前         | 1  | 2/17          | 前衆議院議員、前和平號共同代表、事務局長                                         |
|      | 北村造     | [ 132 ]  | 東京     | 東京2区  | 新         | 1  | 2/17          | 前高盛銀行部門交易員、現 不動產投資公司資深副總裁                                |
|      | 田島剛     | [ 133 ]  | 北關東   | 埼玉2区  | 新         | 1  | 2/17          | 前K-1格鬥選手（隸屬荷蘭Vos Gym）、健身館經營者                                   |
|      | 安井美沙子 | （同左） | 東海     | 愛知10区 | 新         | 1  | 2/19          | 前參議院議員（希望之黨）、前麥肯錫分析師                                         |
| 當   | 大石晃子   | [ 135 ]  | 近畿     | 大阪5区  | 新         | 1  | 2/21          | 前大阪府廳職員、曾與大阪府前知事橋下徹唱反調                                     |
|      | 竹村克司   | [ 137 ]  | 中国     | 山口4区  | 新         | 1  | 2/26          | 職業摔角手、日間照護事業經營者                                                   |
|      | 辻恵       | [ 138 ]  | 近畿     | 兵庫8区  | 新         | 4  | 3/18          | 前衆議院議員（原民主黨）、律師                                                   |
|      | 門別芳夫   | [ 139 ]  | 北海道   | 無       | 新         | 5  | 8/16          | 個人事業者（建設設備業）                                                         |
|      | 渡邉理明   | [ 140 ]  | 東北     | 無       | 新         | 5  | 8/18          | 前電氣工程業                                                                     |
|      | 小泉敦     | [ 141 ]  | 四國     | 無       | 新         | 5  | 8/26          | NPO法人理事長、兒童福利服務事業經營者                                            |
| 當   | 多谷亮     | [ 142 ]  | 南關東   | 千葉11区 | 新         | 2  | 9/4           | 飲食店創業家、顧問                                                               |
|      | 西川弘城   | [ 143 ]  | 近畿     | 大阪7区  | 新         | 2  | 9/4           | 前大阪府議員、防災士                                                             |
|      | 高井崇志   | [ 144 ]  | 近畿     | 滋賀3区  | 現         | 6  | 10/5          | 衆議院議員（3屆）                                                                |
|      | 辻󠄀村千尋   | [ 145 ]  | 北陸信越 | 無       | 新         | 6  | 10/8          | 前環保團體NGO職員 原本計劃參選東京第8選區，但改角逐北陸信越比例代表區            |
|      | 木下隼     | [ 146 ]  | 南關東   | 無       | 新         | 6  | 10/9          | 不動產公司經營者                                                                 |
| 當   | 山本太郎   | （同左） | 東京     | 無       | 新         | 6  | 10/16         | 令和新選組黨魁 10月11日，山本宣布放棄角逐東京第8選區，以避開在野黨候選人。       |
|      | 中辰哉     | [ 148 ]  | 近畿     | 京都2区  | 新         | 3  | 11/4          | 職業魔術師、婚姻仲介所經營者                                                     |
|      | 八幡愛     | [ 149 ]  | 近畿     | 無       | 新         | 3  | 11/3          | 在學大學生、電視藝人 原預定在大阪1区出馬參選，但次年10月16日改角逐近畿比例代表區 |
|      | 菅谷龍     | [ 150 ]  | 東海     | 愛知15区 | 新         | 3  | 11/9          | 日本郵政員工                                                                     |
|      | 大島九州男 | （同左） | 九州     | 福岡8区  | 新         | 3  | 11/20         | 前參議院議員、前内閣委員                                                         |

#### 预定的公认候选人物
| 名字       | 通称名                              | 比例区 | 小选举区 | 元/新 | 次 | 発表      | 職業（政党網站的記載）                                                   | 辞退原因及备注                                                                  |
| ---------- | ----------------------------------- | ------ | -------- | ----- | -- | --------- | ------------------------------------------------------------------------ | ------------------------------------------------------------------------------- |
| 太田和美   | 太田かずみ （页面存档备份，存于）   | 南関東 | 千葉8区  | 元    | 1  | 2020/2/17 | 赌上政治生命反对消费税增税的前众议院议员（原民进党、维新党、民主党）     | 为了参加当天举行的柏市长选举候选人。 之后在该选举中当选，21年11月开始就任市长。 |
| 三井義文   | 三井よしふみ （页面存档备份，存于） | 南関東 | 千葉9区  | 新    | 1  | 2020/2/17 | 前銀行員、前7-11店主                                                     | 为了避免在野党候选人混乱。                                                      |
| 中村美香子 | 中村みかこ （页面存档备份，存于）   | 東京   | 東京5区  | 新    | 2  | 2020/9/4  | 前東京都職員                                                             | 为了避免在野党候选人混乱。                                                      |
| 高橋阿斗   | 高橋アト （页面存档备份，存于）     | 東京   | 東京7区  | 新    | 2  | 2020/9/4  | 5年社交恐惧者·视觉系歌手                                                 | 为了避免在野党候选人混乱。                                                      |
| 大池幸男   | 大池ゆきお （页面存档备份，存于）   | 東海   | 静岡2区  | 新    | 1  | 2020/2/18 | 矢崎總業員工、前島田市議会議員3屆、前靜岡縣議會議員2屆、家訪看護所經營者 | 为了避免在野党候选人混乱。 选举后次年2022年1月9日去世。66岁逝世。               |

### 第26届参议院议员通常选举（2022年）

#### 候选人
| 当落 | 名字         | 通称名                              | 选举区             | 年龄 | 职业                                 | 备注                                       |
| ---- | ------------ | ----------------------------------- | ------------------ | ---- | ------------------------------------ | ------------------------------------------ |
|      | 八幡愛       | やはた愛 （页面存档备份，存于）     | 大阪府選挙区       | 34   | 现役大学生・艺人                     |                                            |
|      | 奥田芙美代   | 奥田ふみよ （页面存档备份，存于）   | 福岡県選挙区       | 44   | 钢琴讲师                             |                                            |
|      | 我喜屋宗司   | がきや宗司 （页面存档备份，存于）   | 愛知県選挙区       | 42   | 看护师                               |                                            |
| 當   | 山本太郎     | 山本太郎 （页面存档备份，存于）     | 東京都選挙区       | 47   | 党代表                               |                                            |
|      | 西美友加     | 西みゆか （页面存档备份，存于）     | 埼玉県選挙区       | 50   | 律師                                 |                                            |
|      | 辻恵         | つじ恵 （页面存档备份，存于）       | 比例区             | 74   | 前众议院议员                         |                                            |
|      | 大島九州男   | 大島九州男 （页面存档备份，存于）   | 比例区             | 61   | 前参议院议员                         |                                            |
|      | 金泰泳       | キムテヨン （页面存档备份，存于）   | 比例区             | 59   | 大学教授                             |                                            |
|      | 高井崇志     | 高井たかし （页面存档备份，存于）   | 比例区             | 53   | 党干事长                             |                                            |
|      | 長谷川羽衣子 | 長谷川ういこ （页面存档备份，存于） | 比例区             | 41   | 团体事务局长                         |                                            |
|      | 依田花蓮     | よだかれん （页面存档备份，存于）   | 比例区             | 50   | 新宿区议会议员·行政书士              | 当初预定从东京都选举区参选，后改为比例区。 |
| 當   | 水道橋博士   | 水道橋博士 （页面存档备份，存于）   | 比例区             | 59   | 漫才/作家、搞笑艺人                  |                                            |
|      | 蓮池透       | はすいけ透 （页面存档备份，存于）   | 比例区             | 67   | 原东京电力公司职员                   |                                            |
| 當   | 天畠大辅     | 同左 （页面存档备份，存于）         | 比例区（特定名額） | 40   | 立命馆大学衣笠综合研究机构专业研究员 |                                            |

### 地方议会的公认候选人

#### 2021年东京都议会议员选举
| 当落 | 名字         | 通称名                              | 選挙区   | 年龄 | 职业           | 得票数   | 得票率 | 定数 | 得票順位/候補者数 |
| ---- | ------------ | ----------------------------------- | -------- | ---- | -------------- | -------- | ------ | ---- | ----------------- |
|      | 山名奏子     | 山名かなこ （页面存档备份，存于）   | 杉並区   | 38   | 人权NPO代表    | 12,959票 | 6.23%  | 6    | 9/12              |
|      | 末武あすなろ | 末武あすなろ （页面存档备份，存于） | 足立区   | 36   | （前）剧团成员 | 7,996票  | 3.52%  | 6    | 9/11              |
|      | 風澤純子     | ふうさわ純子 （页面存档备份，存于） | 世田谷区 | 51   | 护士           | 16,344票 | 4.97%  | 8    | 12/18             |

#### 市区町村议会
| 当落 | 名字     | 通称名     | 年龄 | 职业           | 選挙               | 執行日        | 得票数 | 得票率 | 定数 | 得票順位/候補者数 |
| ---- | -------- | ---------- | ---- | -------------- | ------------------ | ------------- | ------ | ------ | ---- | ----------------- |
| 落   | 阿部和子 | 阿部かずこ | 58   | 日光市議会議員 | 日光市議会議員選挙 | 2022年4月10日 | 475票  | 1.39%  | 24   | 29/30             |

## 书籍

### 书籍
- 「れいわ現象」の正体 （2019/12/11、ISBN 978-4591164891）ポプラ社 著：牧内昇平
- #あなたを幸せにしたいんだ 山本太郎とれいわ新選組（2019/12/13、ISBN 978-4087808940）集英社 著：山本太郎
- れいわ一揆 製作ノート（2020/8/31[153]、ISBN 978-4774407265）皓星社 著：原一男＋風狂映画舎

### 杂志
- Newsweek (ニューズウィーク日本版) 2019年11/5号 [山本太郎現象] （2019/10/29、ASIN B07YTDDCT3）CCCメディアハウス
- まるごと山本太郎 れいわ新選組 (週刊金曜日 2019年11/28臨時増刊号)（2019/11/28、ASIN B07Z75PQ8K）週刊金曜日

## 纪录片

### 影片《令和一揆》
- 在2019年7月的参议院选举中掀起旋风的令和新选组的选举战，通过对候选人安冨步的选举活动的贴身追拍的纪录片电影。该片由以《前进，神军！》而闻名的原一男为导演（该片是以令和新选组的选举为拍摄对象的，而令和新选组本身并不参与制作[154]）。

- 2019年10月28日参加东京国际电影节（日本映画スプラッシュ部門），安冨等人在开场的红地毯上登场[155]，11月2日将在世界首映式上首次上映[156]。

- 2020年《令和一揆》将于1月在鹿特丹国际电影节（The Tyger Burns部门）上映，2月在纽约近代美术馆（MoMA Doc Fortnight 2020）上映。原计划从4月17日开始在全国依次上映[157][158][159]，但由于新型冠状病毒感染扩大的影响，上映延期[160][161][162]，在9月11日开始全国上映[163]。9月18日开始在DMZ韩国国际纪录片电影节上映[164][165]。

- 2021年2月，《令和一揆》获得每日电影比赛纪录片奖[166]。

#### 影片简介
以女装而闻名的东京大学教授安冨步，将作为令和新选组的比例代表候选人参加参议院选举。她以“保护孩子，守护未来”为口号，踏上了全国演说之旅。

## 註解
1. ↑  加拿大下議院議員贝朗格在任內2015年確診罹患ALS，但已於2016年8月15日逝世於任內
2. ↑  八代英太是日本第一位身障日本國會議員（1977－2005），官至郵政大臣
3. ↑  代表山本太郎在参议院选举期间，对大阪府选举区的龟石伦子（立宪民主党）、该选举区的辰巳孝太郎（日本共产党）、京都府选举区的仓林明子（日本共产党）、宫城县选举区的石垣海苔（立宪民主党）、神奈川县选举区的浅贺由香（日本共产党）等人进行了声援演说。
4. ↑  提名理由：“山本太郎4月扬旗的‘令和新选组’，在距参议院选举约3个月内募集了4亿日元以上的捐款，展开了独自的选举战。街头演讲被智能手机拍下了视频，在推特上扩散开来，掀起了一股浪潮。从正面讲述纠正不平等和政治的作用，贴近弱者的演讲吸引了很多人。“
5. ↑  ※由于合计错误，从开票时开始，票数就会有变动
6. ↑  本名：井沢泰樹

## 外部連結
- 官方网站  （日語）
- 官方推特 （页面存档备份，存于）
- 官方脸书 （页面存档备份，存于）
- 官方油管 （页面存档备份，存于）
- 应援曲 （页面存档备份，存于）